# Lincoln Continental
De Lincoln Continental is een modellenreeks die geproduceerd werd door de Amerikaanse autofabrikant Lincoln, onderdeel van de Ford Group. Gespreid over negen decennia werden tien generaties van de Continental op de markt gebracht.
In zijn 55-jarig bestaan heeft de Continental binnen de Lincoln-productlijn verschillende rollen vervuld, variërend van het vlaggenschip van het merk tot de basisuitvoering van de Lincoln sedan. Van 1961 tot 1976 was de Continental de enige productlijn van Lincoln.
Bij zijn introductie in 1940 werd de Continental de stamvader van een geheel nieuw autosegment: de personal luxury car. Na de Tweede Wereldoorlog evolueerde het segment naar coupés en cabriolets die groter waren dan sportwagens en GT's en waarbij de nadruk vooral lag op styling en comfort en minder op prestaties en wegligging.
Het gebruik van de naam Continental was door de jaren heen niet eenduidig en geeft in meerdere opzichten aanleiding tot verwarring. In 1940 werd de naam Continental voor het eerst gebruikt voor een uitrustingsvariant van de Lincoln-Zephyr. In 1952 werd Continental de naam van de kortstondige Continental Division van Ford, die in 1956 de Continental Mark II op de markt bracht als het wereldwijde vlaggenschip van de Ford Group. Vanaf 1961 werd de naam Continental gebruikt voor de standaardmodellen van Lincoln. In 1969 introduceerde Ford de Continental Mark-serie die boven de Continental-serie gepositioneerd werd en tot 1998 de rol van vlaggenschip vervulde.
De productie van de Continental en de MKZ, de enige twee overgebleven sedans van Lincoln, eindigde in 2020. Sindsdien biedt Lincoln uitsluitend CUV's en SUV's aan.

## Eerste generatie (1940-1948)

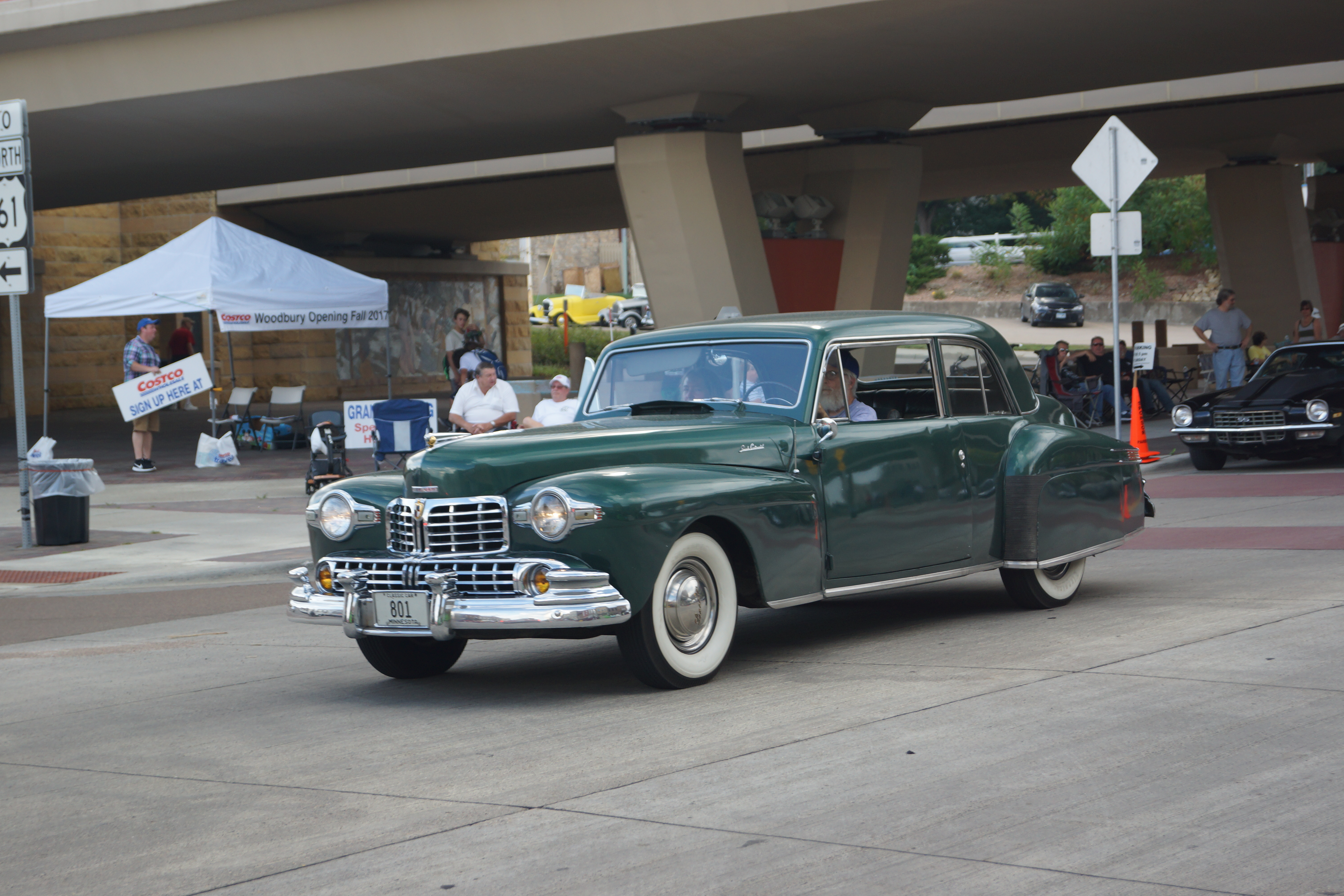
naoorlogse Lincoln Continental (eerste generatie)

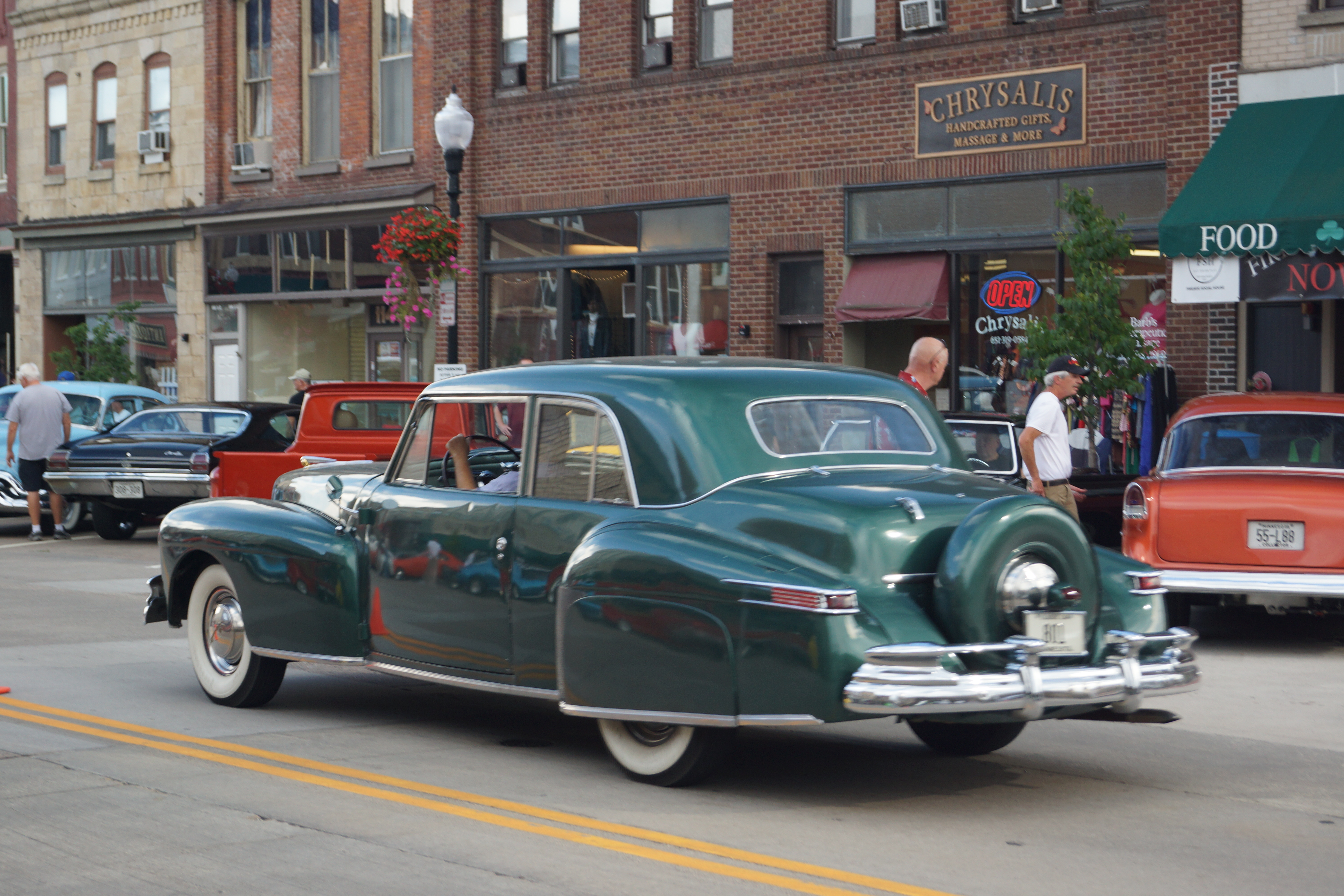
naoorlogse Lincoln Continental (eerste generatie), achteraanzicht

Het design van de eerste Lincoln Continental was grotendeels gebaseerd op de Lincoln-Zephyr. In 1942 werd wegens de Tweede Wereldoorlog de productie tijdelijk gestaakt. In 1946 werd de productie weer opgestart. Omdat Lincoln na de oorlog de Zephyr-naam liet vallen was de naoorlogse Continental een afgeleide van de H-serie.
De Continental werd aangeboden als tweedeurs coupé en cabriolet. Onder de motorkap zat een 4,8-liter V12-motor. Een typerend stijlkenmerk van de Continental was het op de kofferbak gemonteerde reservewiel. Hier zou later ook door andere autofabrikanten aan gerefereerd worden als het "Continental reservewiel".

## Tweede generatie (1956-1957)

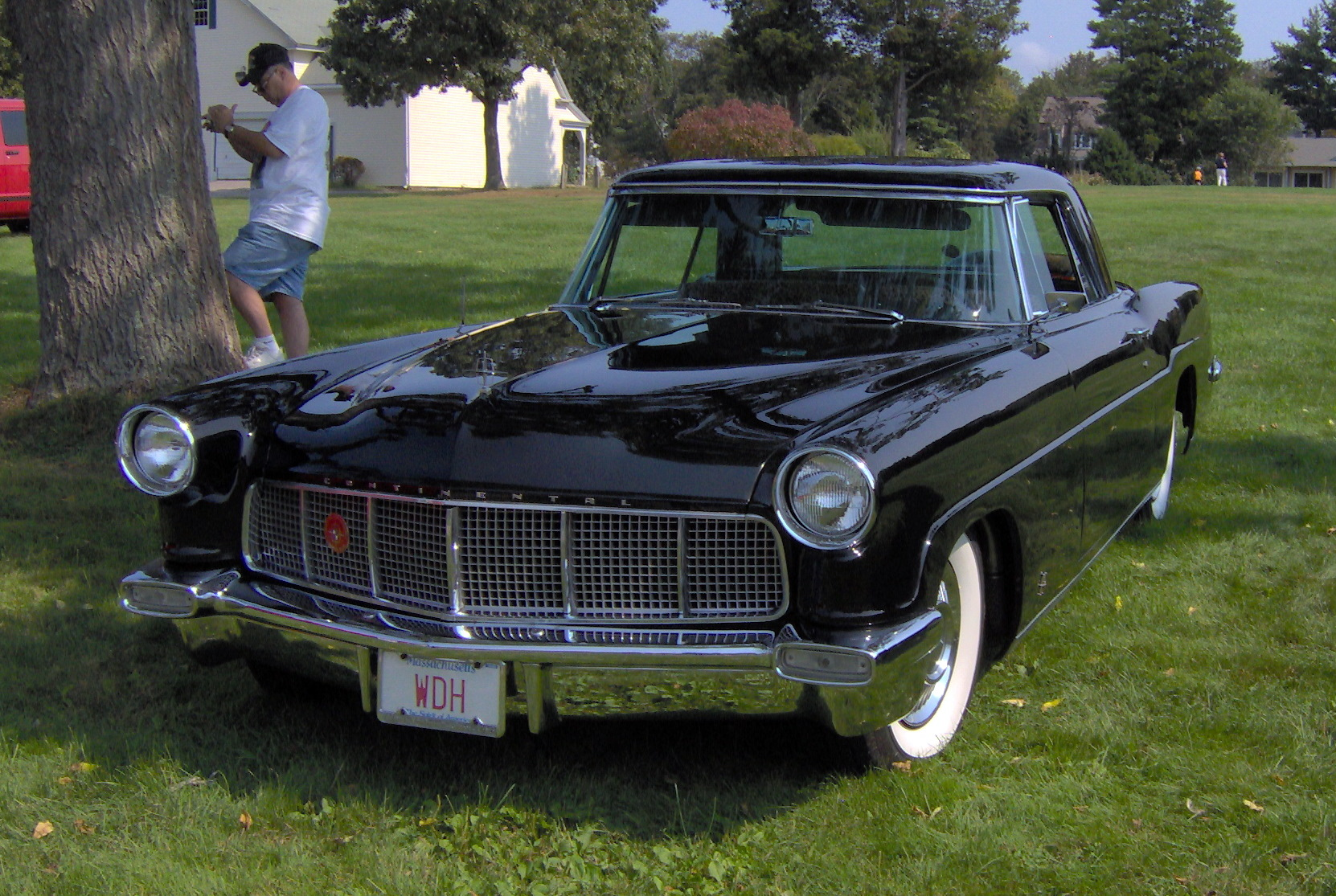
Continental Mark II (tweede generatie)

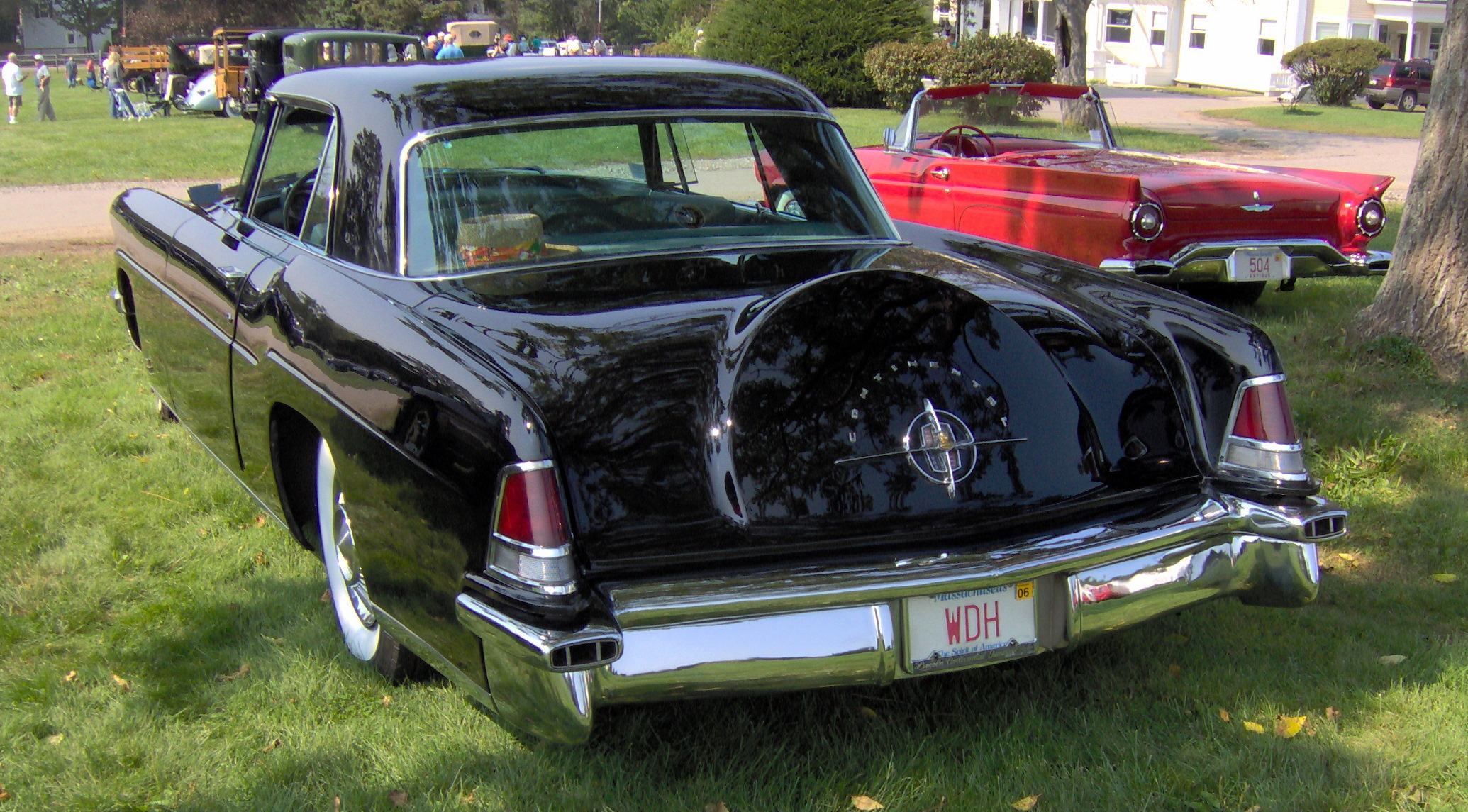
Continental Mark II (tweede generatie), achteraanzicht

Na een onderbreking van acht jaar werd in 1956 een nieuwe Continental voorgesteld. Om het voertuig te lanceren creëerde Ford de gelijknamige "Continental Division". Net als zijn voorganger had ook dit nieuwe vlaggenschip van Ford een Europees geïnspireerd ontwerp. Om dit te onderstrepen werd de wagen op de markt gebracht als de "Continental Mark II". Deze Continental, die zich in een prijsklasse ver boven Lincoln-Mercury bevond, werd verkocht en onderhouden via het Lincoln-dealernetwerk.
De Continental Mark II werd aangeboden als tweedeurs coupé en was voorzien van een 6,0-liter V8-motor. De wagen deelde het chassis met de Lincoln Capri en Premiere maar had zijn eigen carrosserie en interieur. Het "Continental reservewiel" bevond zich voortaan onder een uitstulping in het kofferdeksel. Bij zijn lancering in 1956 was het de duurste Amerikaanse auto op de markt, die wedijverde met de Rolls-Royce Silver Cloud.

## Derde generatie (1958-1960)

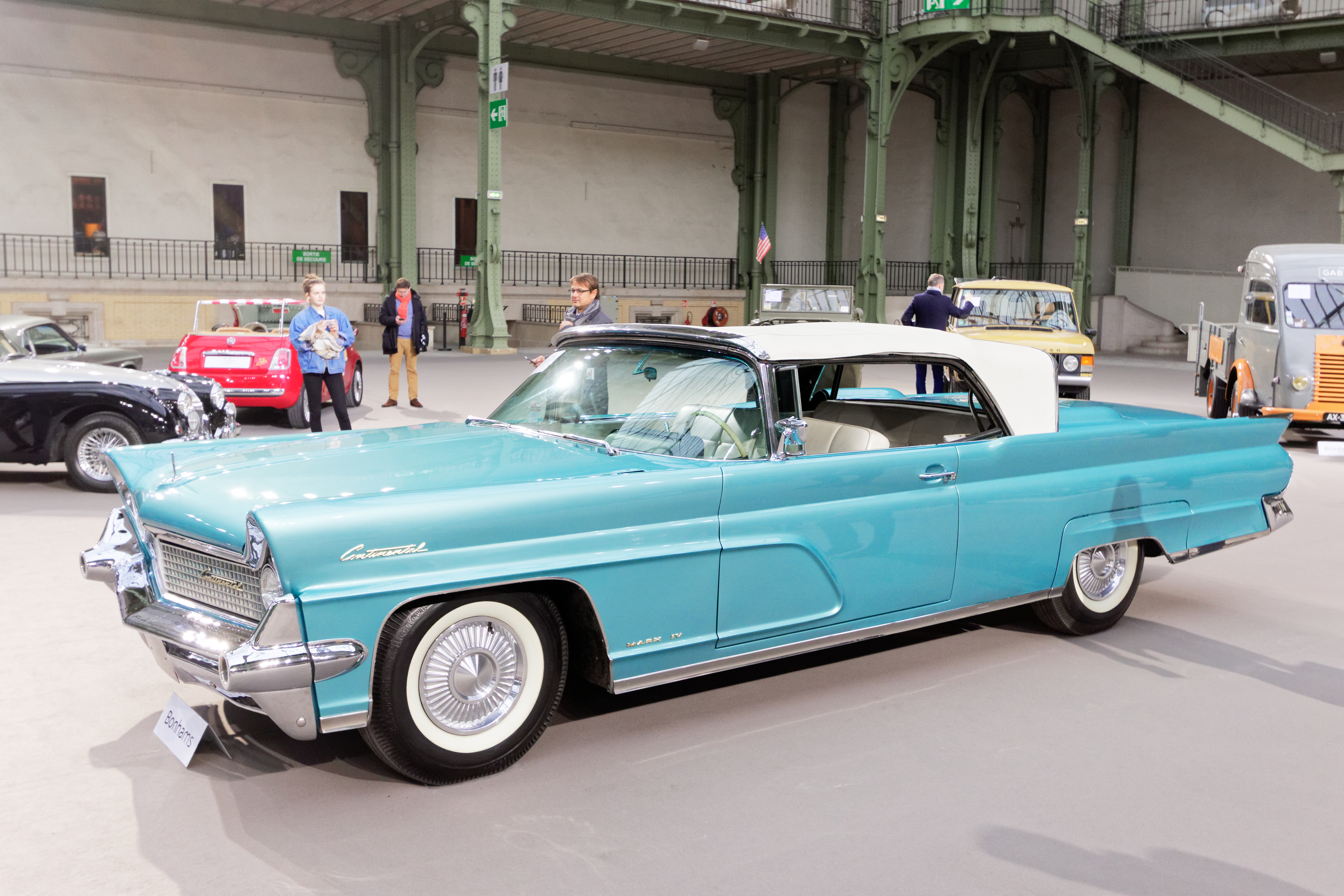
Continental Mark IV cabriolet (derde generatie)

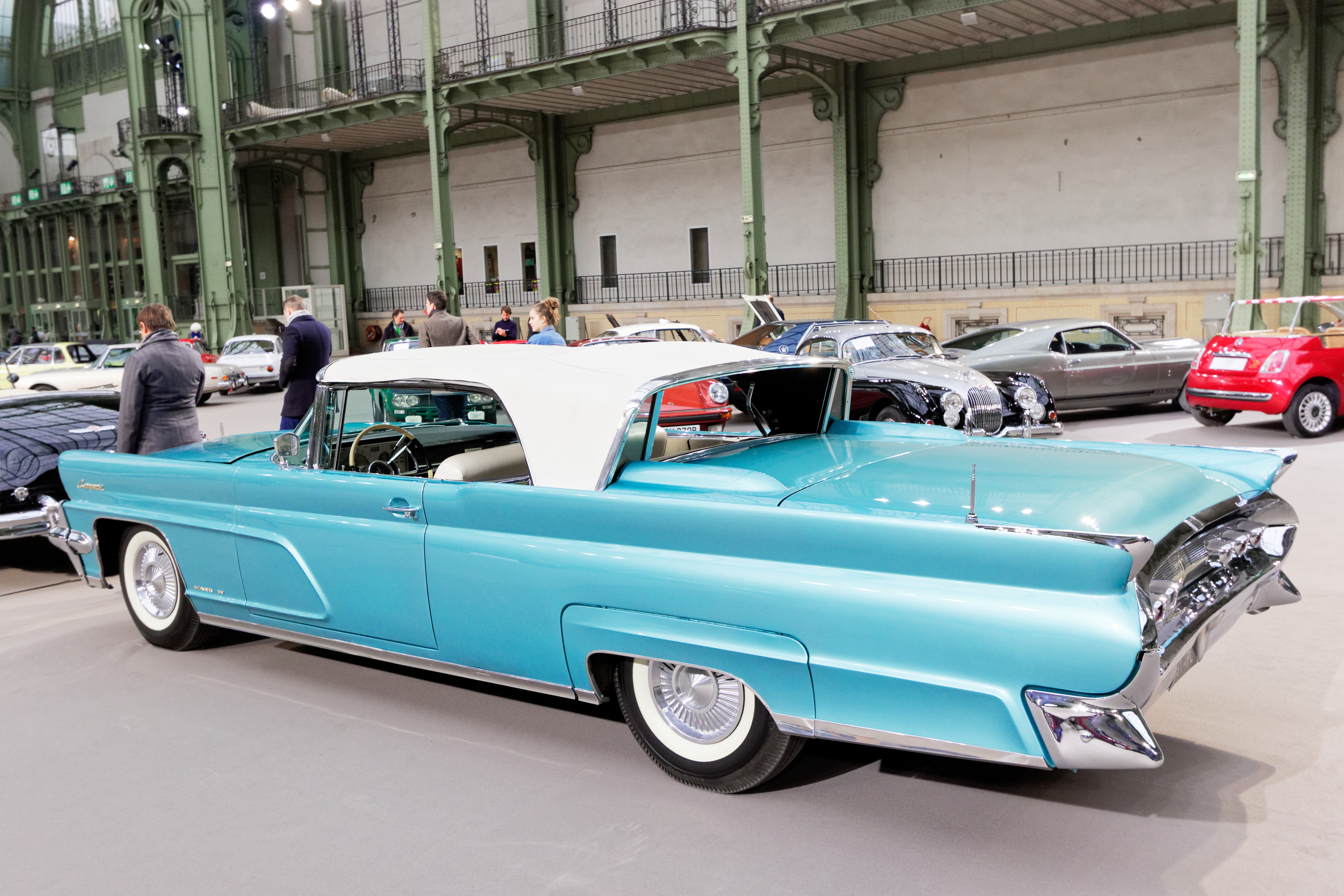
Continental Mark IV cabriolet (derde generatie), achteraanzicht

De derde generatie Continental werd geïntroduceerd in 1958. Wegens de hoge productiekosten van de Continental Mark II, waarvan elke wagen met de hand gebouwd werd en rigoureuze kwaliteitscontroles onderging, had Ford verlies gemaakt op elk geproduceerd exemplaar. Om zijn vlaggenschip en de divisie die het voertuig produceerde winstgevend te maken, voerde Ford voor deze derde generatie ingrijpende wijzigingen door: De Continental Mark III, IV en V, die respectievelijk in 1958, 1959 en 1960 aangeboden werden, waren geen zelfstandige modellen meer maar exclusief uitgeruste en dure versies van de bestaande Lincoln-modellen. Daardoor verhuisde de Continental van de Personal Luxury-klasse naar de topklasse.
De derde generatie werd aanvankelijk uitgebracht als tweedeurs coupé en cabriolet en als vierdeurs sedan en hardtop sedan (Landau genaamd). In 1959 kwamen er nog twee carrosserievarianten bij: de Town Car en de Limousine. Dit was de eerste keer dat de naam Town Car door Lincoln werd gebruikt. In datzelfde jaar werd de Continental Division door Ford opgedoekt.
De wagens hadden een zelfdragende carrosserie en werden aangedreven door een 7,0-liter V8-motor, gekoppeld aan een drietraps automatische transmissie.
Vanaf 1961 was de Continental niet langer het vlaggenschip maar werd het de enige modellijn die door de Lincoln-divisie verkocht zou worden voor de daaropvolgende 16 jaar. Halverwege de jaren zestig ontwikkelde Ford een nieuwe opvolger van de Continental Mark II in de Personal Luxury-klasse, die opnieuw de naam Continental Mark III kreeg. Dit vormde het begin van de Lincoln Mark-serie. Na het ontstaan van de Lincoln Mark-serie werden de modellen van de derde generatie vaak de "vergeten Mark-modellen" genoemd.

## Vierde generatie (1961-1969)

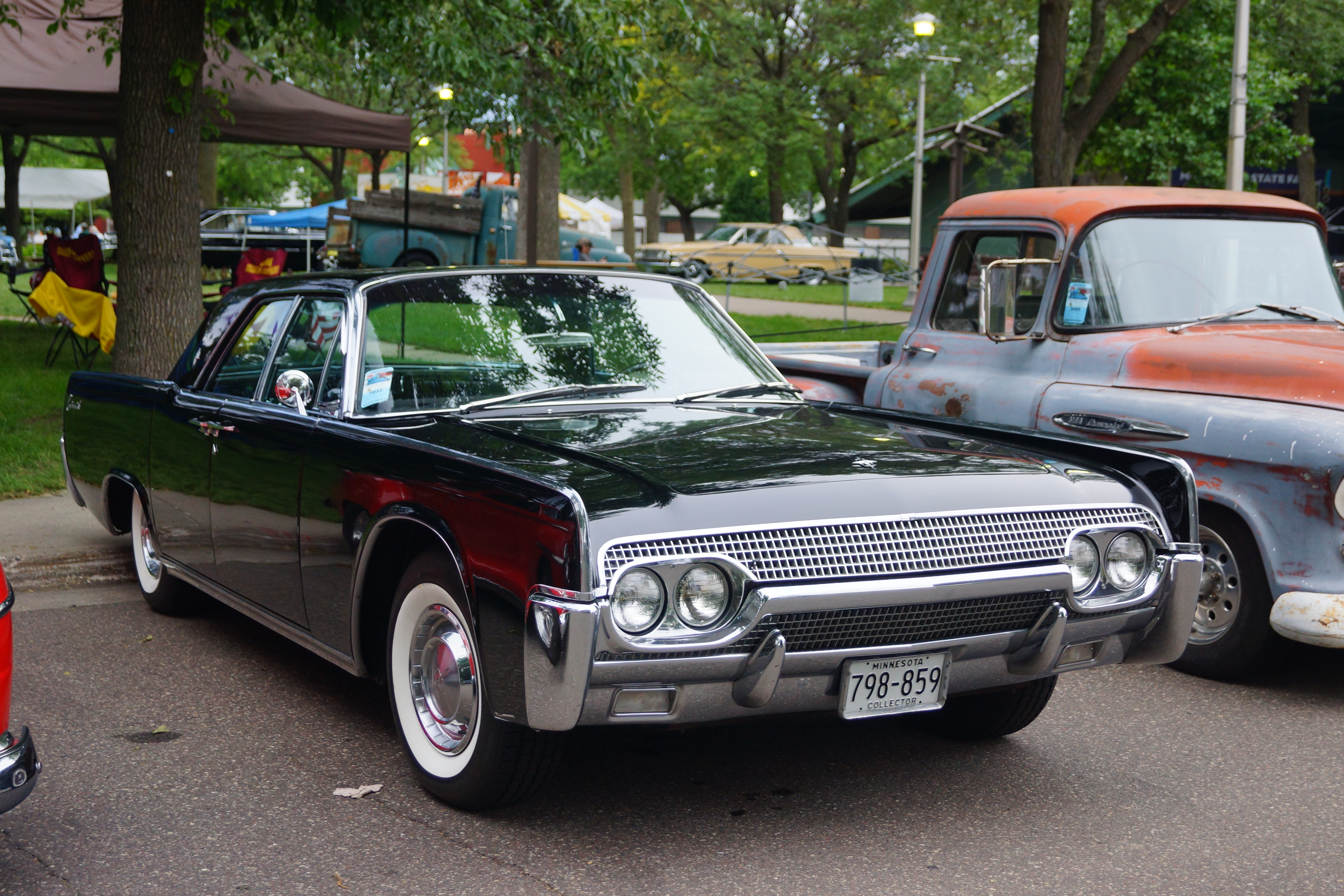
Lincoln Continental (vierde generatie)

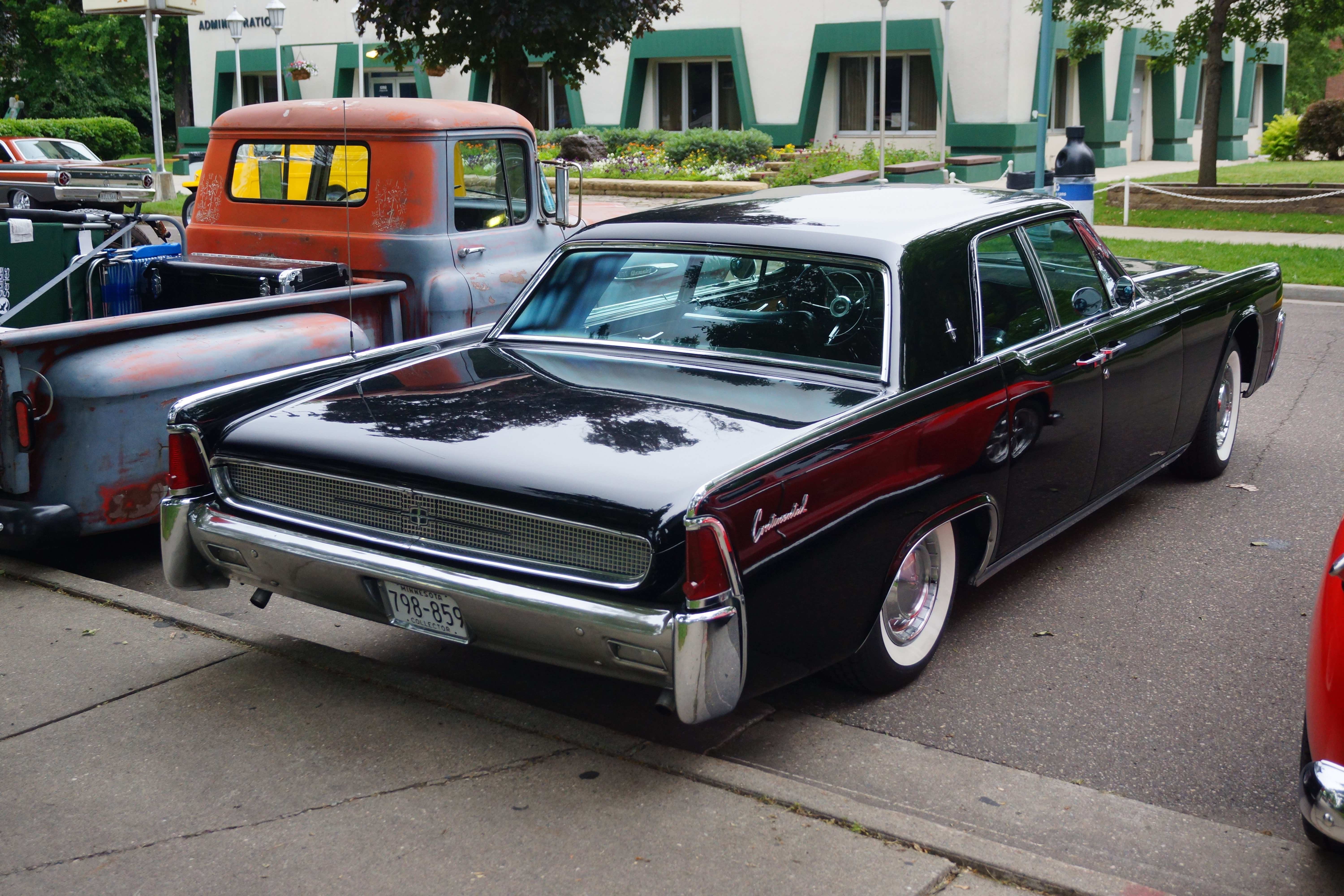
Lincoln Continental (vierde generatie), achteraanzicht

Na de financiële put die de ontwikkeling van de auto's uit 1958-1960 achtergelaten had, werd in 1961 het volledige Lincoln-assortiment gereduceerd tot één model: de vierde generatie Lincoln Continental. 
Aanvankelijk was deze nieuwe Lincoln Continental uitsluitend beschikbaar als vierdeurs sedan en vierdeurs cabriolet. De wagen was zo'n 38 cm korter en verloor 20 cm wielbasis ten opzichte van zijn Continental Mark V-voorganger uit 1960. De enige beschikbare motor was de 7,0-liter V8-motor uit de Mark V, gekoppeld aan een drietraps automatische transmissie.
In 1964 kreeg de wagen een eerste facelift, waarbij het interieur volledig vernieuwd werd en de zitruimte voor de passagiers achteraan toenam door de wielbasis met bijna 8 cm te verlengen. 
Een tweede facelift volgde in 1966 en er werd een tweedeurs coupé aan het gamma toegevoegd. De motor werd opgewaardeerd tot 7,6 liter en had daarmee de grootste cilinderinhoud ooit gebruikt in een personenwagen van de Ford Group.
In 1969, het laatste productiejaar, werden enkele wijzigingen aangebracht om te voldoen aan de federale wetgeving en was de wagen nog uitsluitend leverbaar met de nieuwe 7,5-liter V8-motor die gedeeld werd met de Continental Mark III.
De presidentiële limousine waarin John F. Kennedy vermoord werd, was gebaseerd op een Lincoln Continental van de vierde generatie.

## Vijfde generatie (1970-1979)

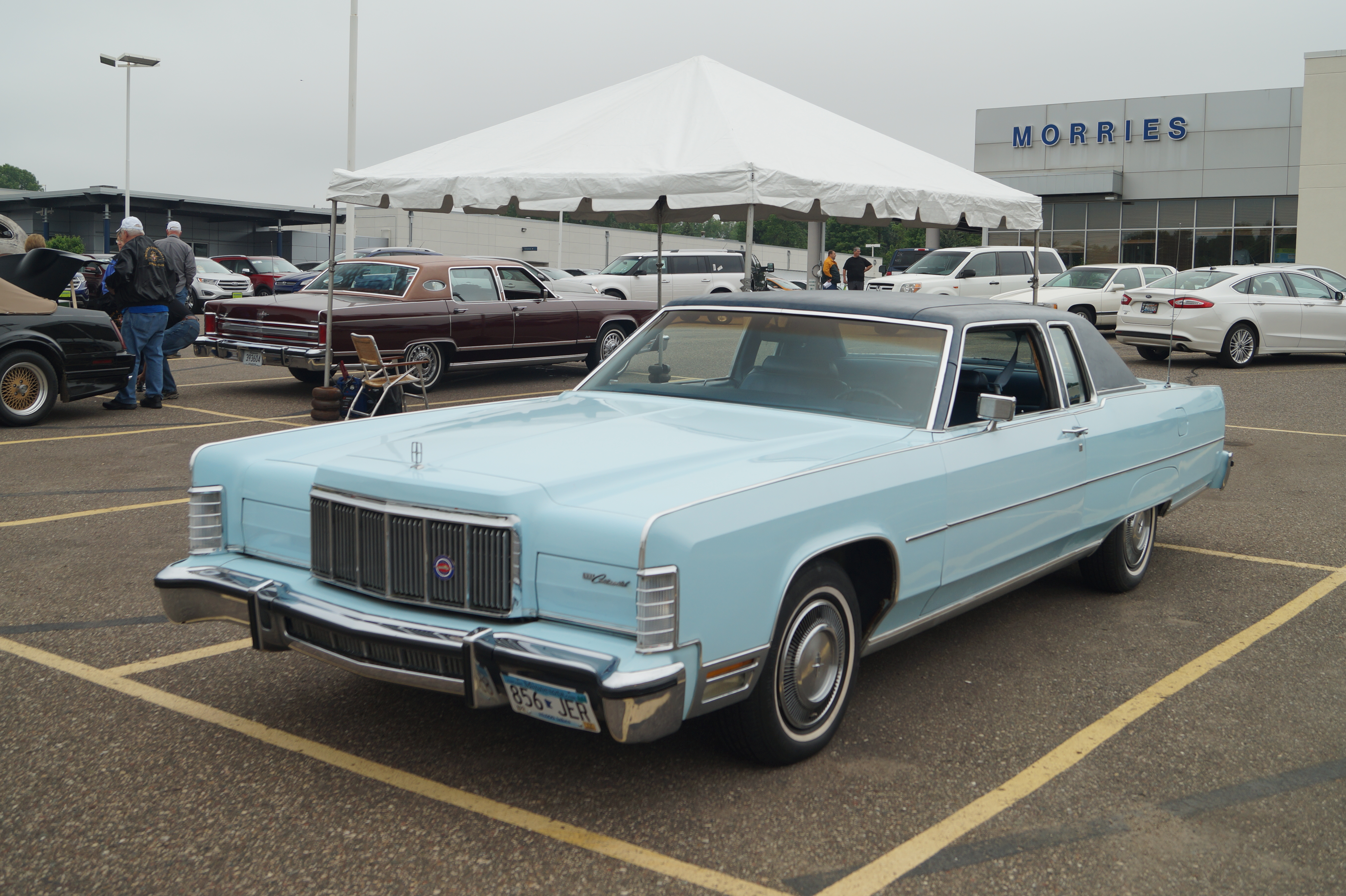
Lincoln Continental Town Coupe (vijfde generatie)

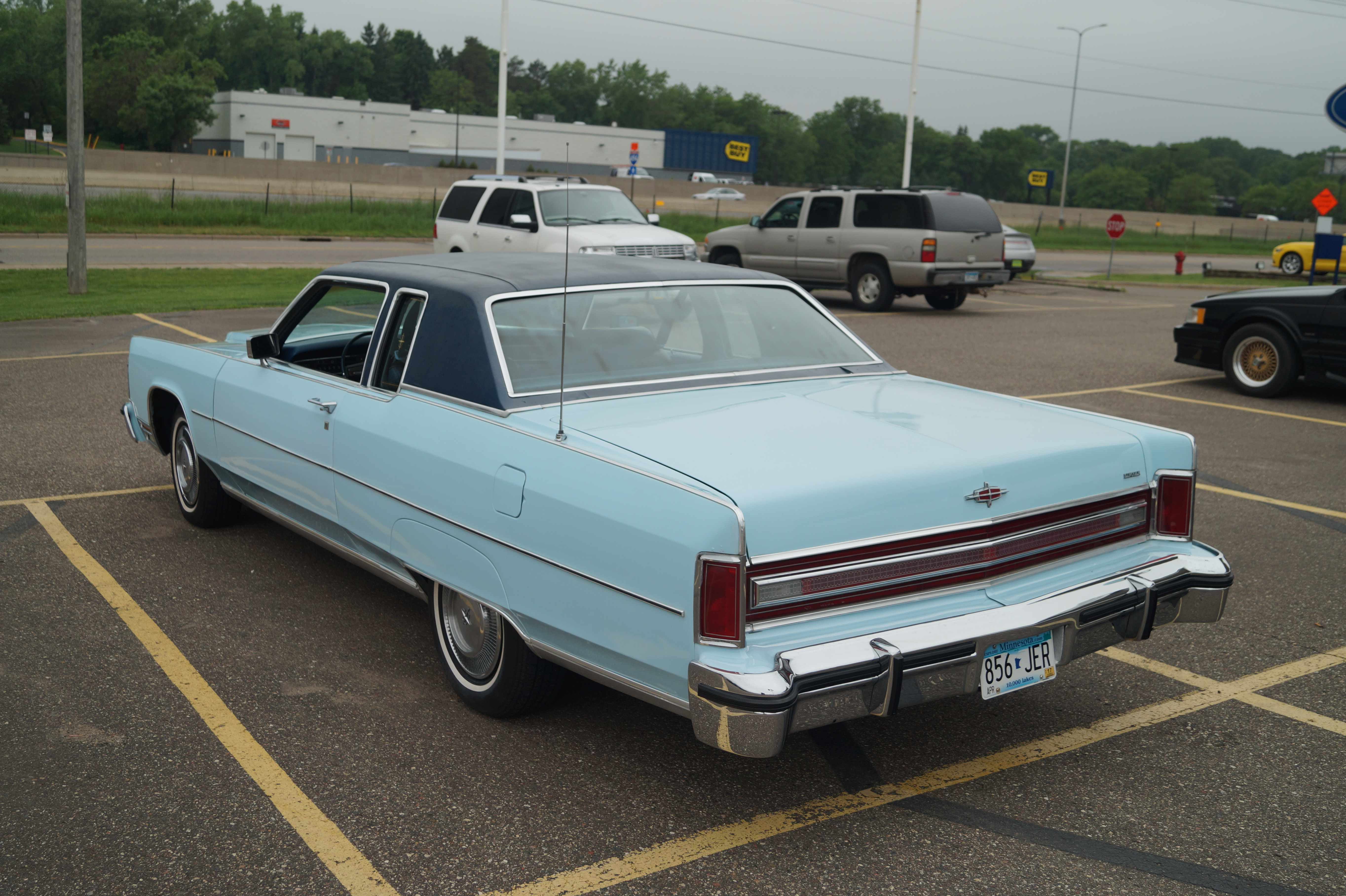
Lincoln Continental Town Coupe (vijfde generatie), achteraanzicht

In 1970 introduceerde Lincoln de vijfde generatie Lincoln Continental. In de jaren zeventig begon Lincoln in toenemende mate Ford-productieonderdelen en -motoren te gebruiken. In plaats van een zelfdragende carrosserie werd de nieuwe Continental op hetzelfde chassis gebouwd als de Ford LTD en de Mercury Marquis. De sobere lijnen van de vorige generatie maakten plaats voor een zwaar, massief ontwerp.
De vijfde generatie Lincoln Continental werd aangeboden als tweedeurs coupé, vierdeurs sedan en vierdeurs Town Car. Ondanks de oliecrisis van 1973 bleef de Continental een grote, zware wagen die aangedreven werd door een 7,5-liter V8-motor.
In 1975 kreeg de Continental een facelift die de wagen een grotere familiegelijkenis gaf met de Continental Mark IV. De Continental werd een van de eerste Amerikaanse wagens die optioneel kon geleverd worden met schijfremmen rondom. Om de uitstoot te verminderen werd de 7,5-liter V8-motor uitgerust met katalysatoren.
Pas vanaf 1977 bood Lincoln ook een 6,6-liter V8-motor aan om het verbruik en de uitstoot verder terug te dringen. In 1979 werd dit de enige beschikbare motor.

## Zesde generatie (1980)

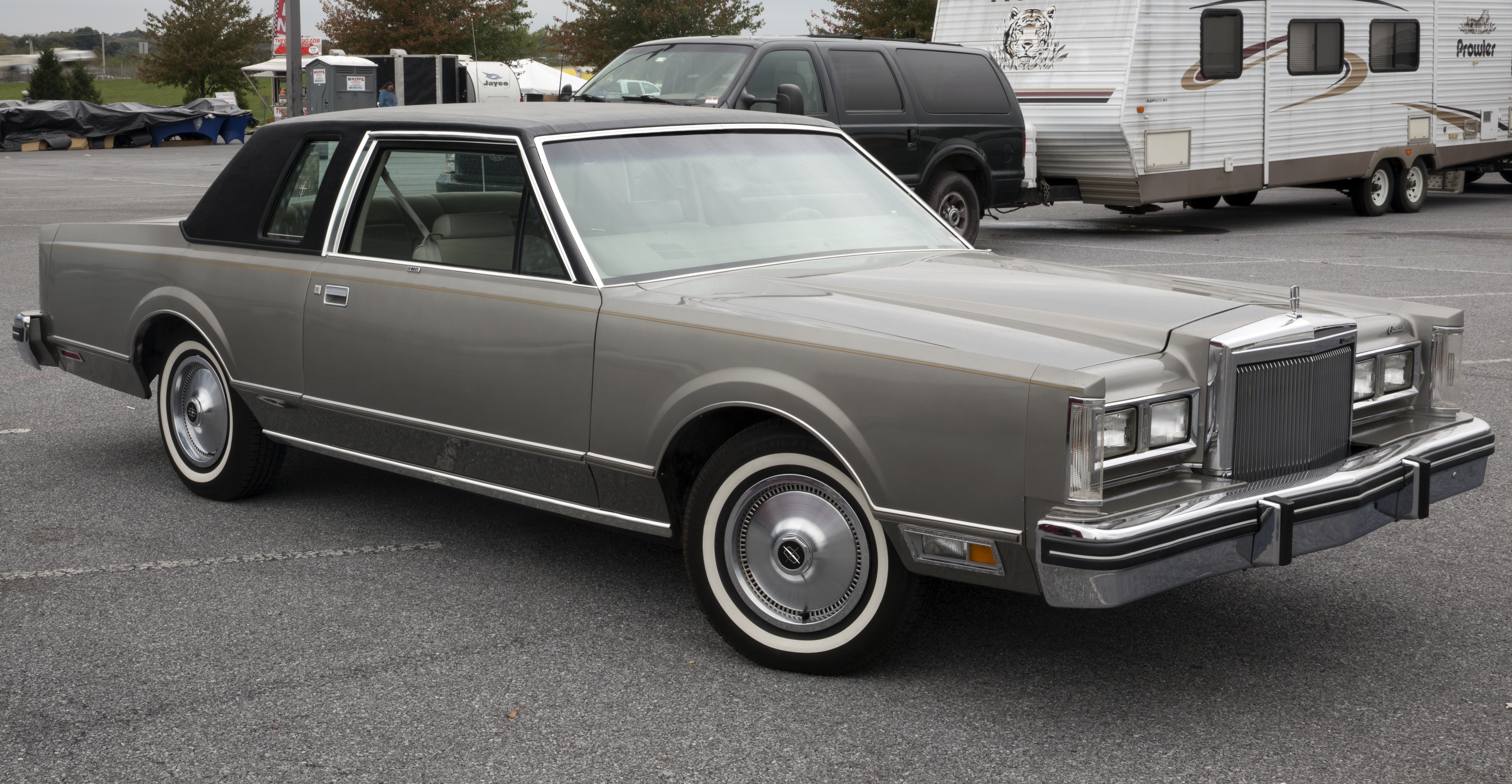
Lincoln Continental Coupe (zesde generatie)

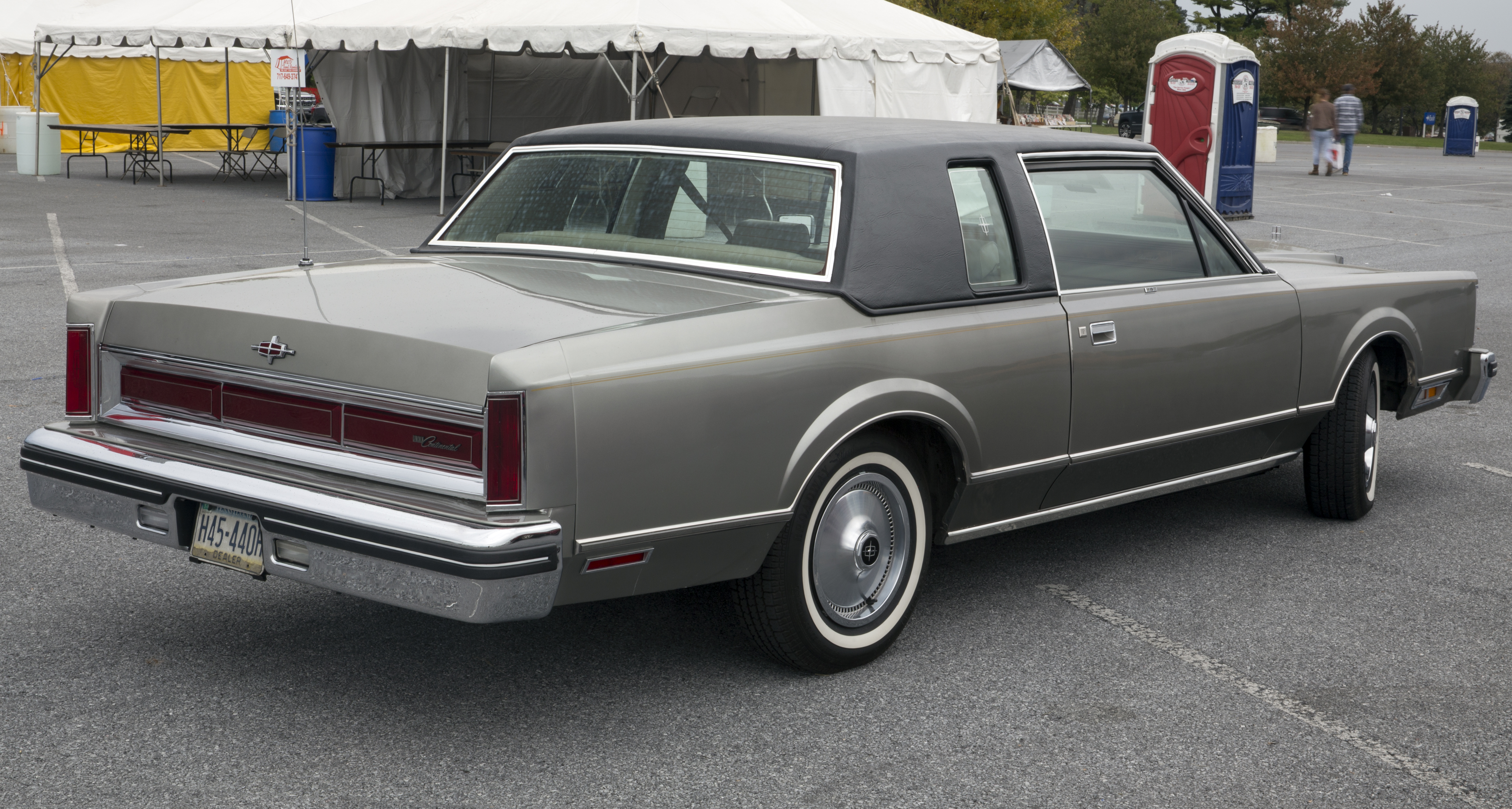
Lincoln Continental Coupe (zesde generatie), achteraanzicht

Door de steeds strengere Amerikaanse verbruiksnormen die ingevoerd werden als reactie op de tweede oliecrisis in de jaren zeventig moest Lincoln in navolging van Ford en Mercury eveneens zijn grote modellen lichter maken en uitrusten met kleinere motoren.
De zesde generatie Lincoln Continental, die in 1980 gepresenteerd werd, was beschikbaar als tweedeurs coupé en vierdeurs sedan. Het model had 40 cm aan lengte ingeboet en had een wielbasis die 23 cm korter was dan zijn voorganger. Onder de motorkap lag een V8-motor van 5,0 of 5,7 liter, gekoppeld aan een viertraps automatische transmissie met overdrive.
De zesde generatie van de Lincoln Continental zou alleen in 1980 aangeboden worden. In 1981 werd de wagen opnieuw uitgebracht als de Lincoln Town Car.

## Zevende generatie (1982-1988)

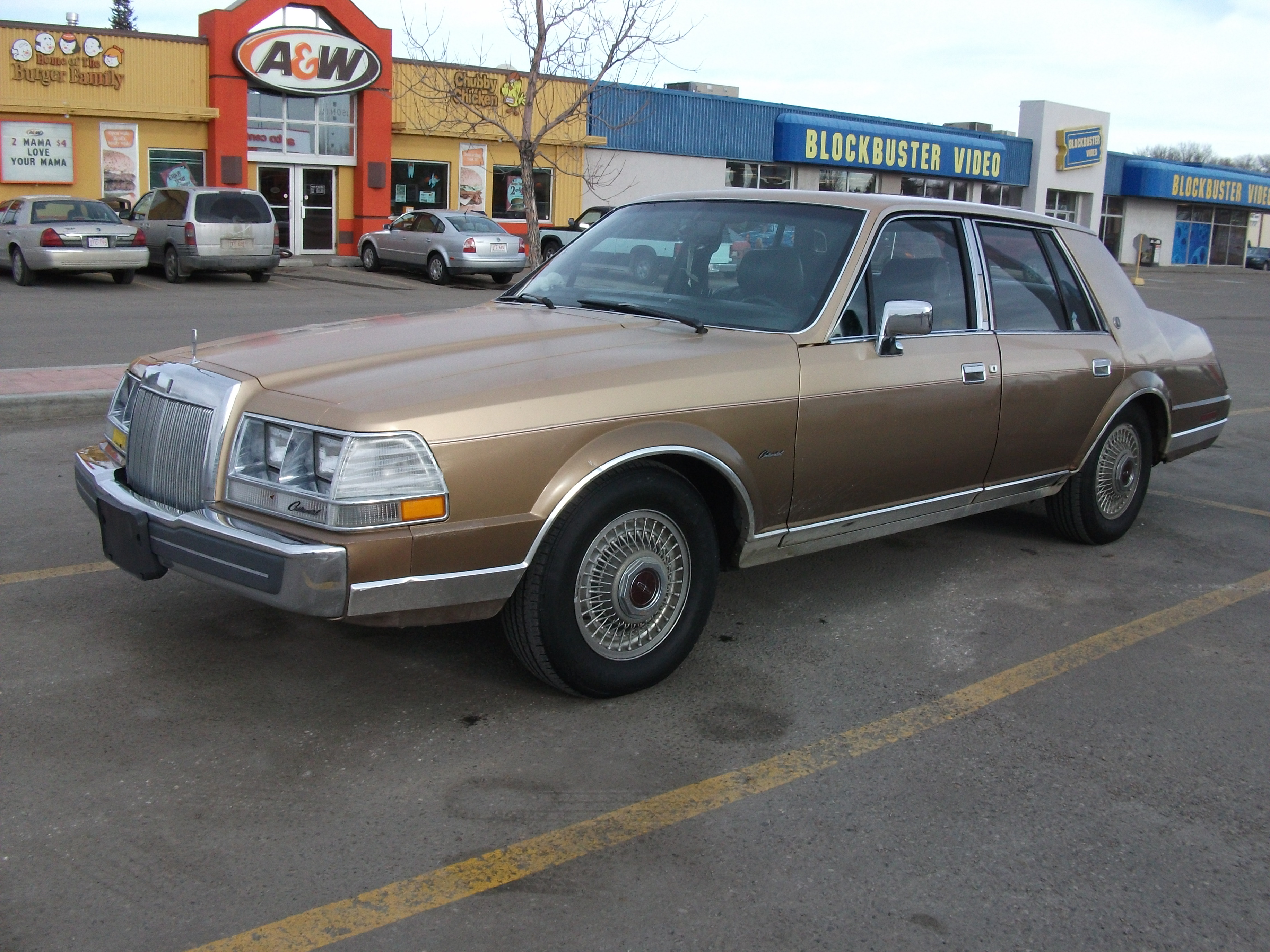
Lincoln Continental (zevende generatie)

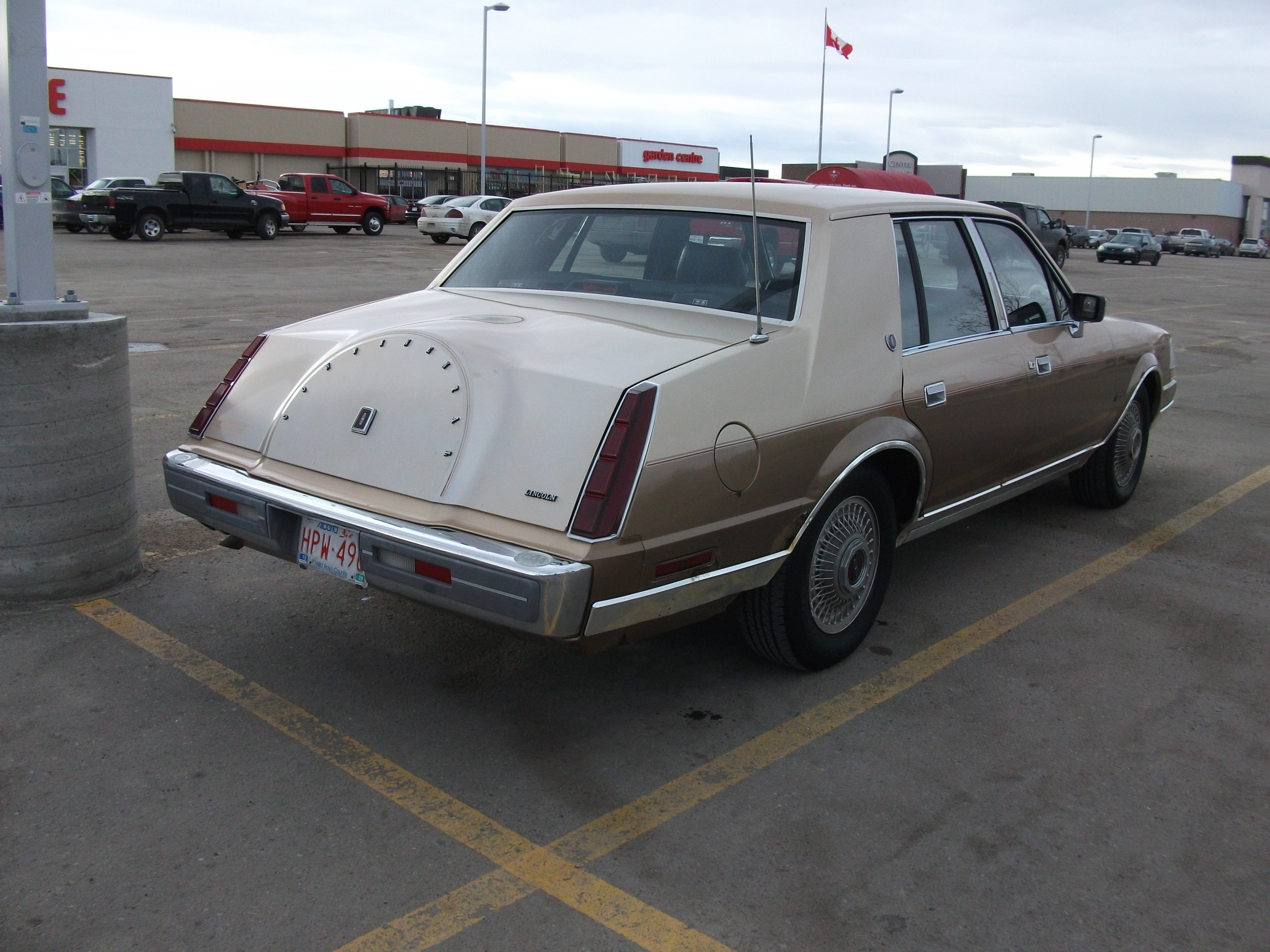
Lincoln Continental (zevende generatie), achteraanzicht

De zevende generatie Lincoln Continental kwam in 1982 op de markt. Deze nieuwe, kleinere Continental werd gepositioneerd in de hogere middenklasse, waar hij de geflopte Lincoln Versailles moest vervangen.
De wagen maakte gebruik van het Ford Fox-platform, dat in 1979 geïntroduceerd was voor de Ford Fairmont en dat later ook gebruikt werd voor de toenmalige Ford Mustang. De wielbasis was 22 cm korter dan zijn voorganger en de totale lengte nam met 45 cm af. De wagen was uitsluitend als vierdeurs sedan beschikbaar en kreeg opnieuw de kenmerkende "Continental reservewiel"-uitstulping in het kofferdeksel.
Aanvankelijk werd de zevende generatie Continental geleverd met een 5,0-liter V8-motor of met een optionele 3,8-liter V6-motor, beide uitgerust met carburateurs. In 1983 werden ze vervangen door een 5,0-liter V8-motor met benzine-injectie, die ook beschikbaar was in de Town Car. De motoren waren gekoppeld aan een viertraps automatische transmissie met overdrive. Van 1984 tot 1985 was er ook een 2,4-liter zes-in-lijn turbodieselmotor van BMW beschikbaar, maar er werden slechts weinig Continentals met dieselmotor verkocht.

## Achtste generatie (1988-1994)

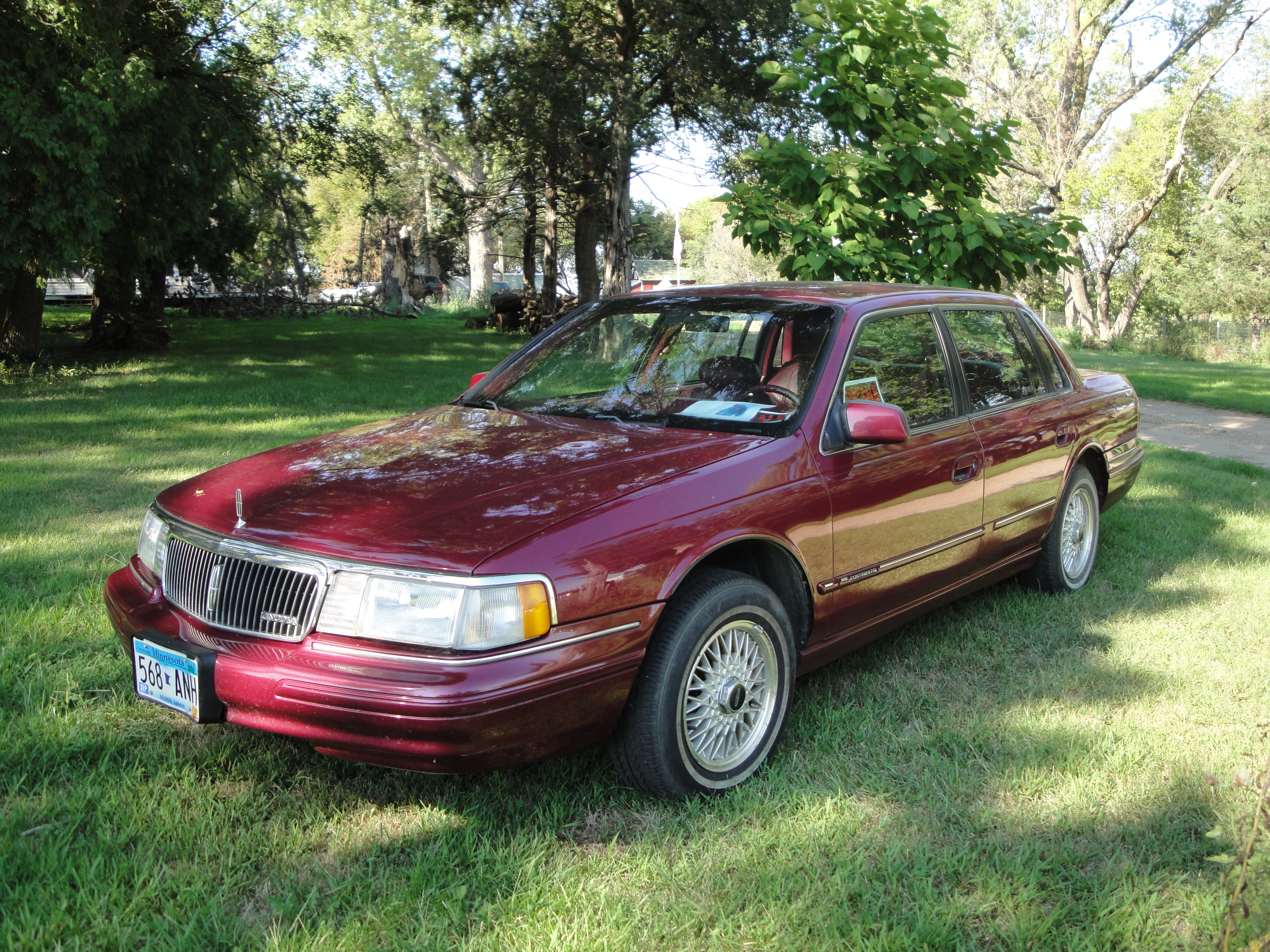
Lincoln Continental (achtste generatie)

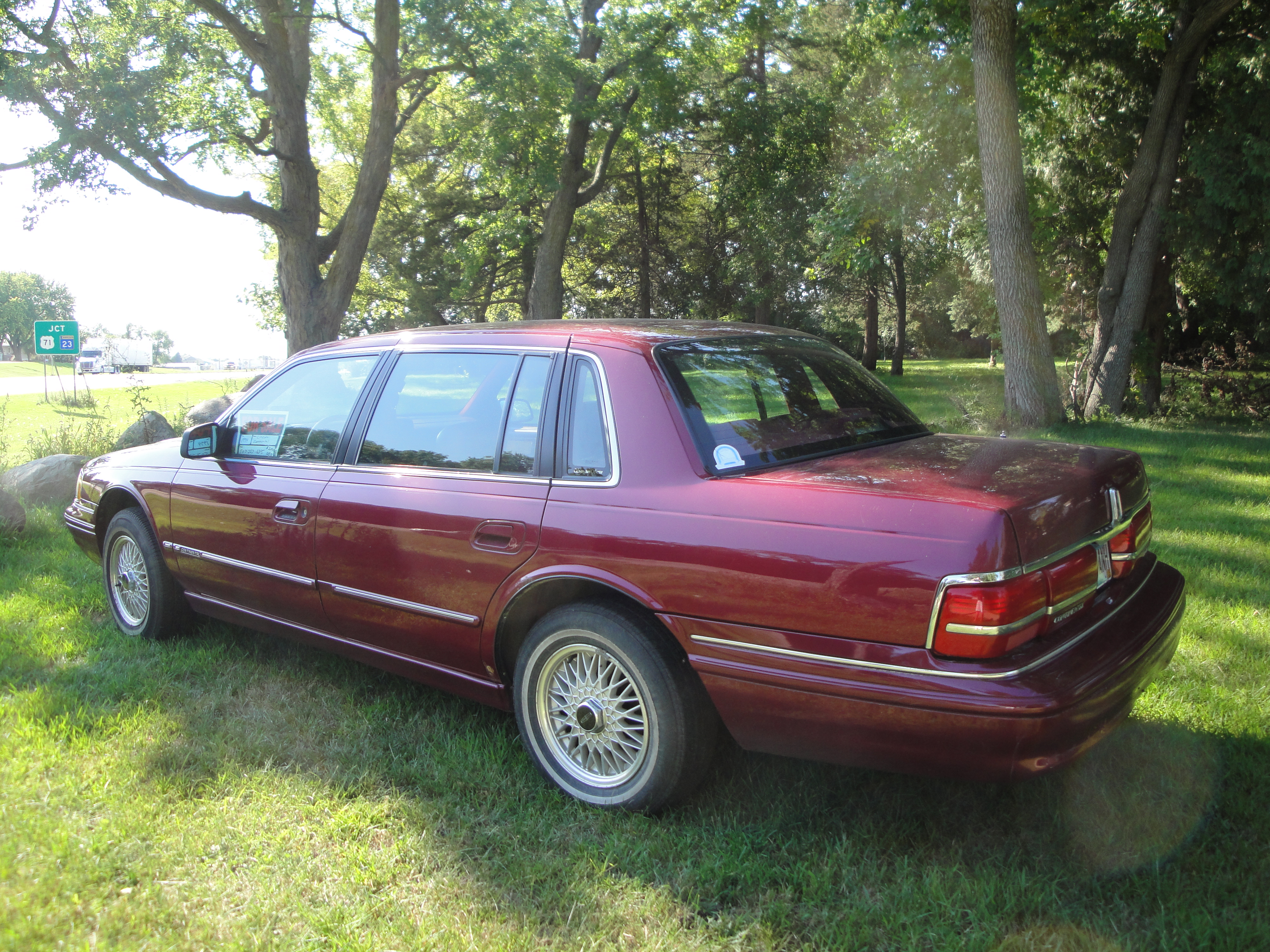
Lincoln Continental (achtste generatie), achteraanzicht

Tegen het einde van de jaren tachtig was het segment van de luxewagens drastisch veranderd. De Continental concurreerde in de hogere middenklasse niet langer alleen met Cadillac en Chrysler, maar ook met geïmporteerde Europese luxewagens van Mercedes-Benz, BMW en Audi en met de topmodellen van Acura, Lexus en Infiniti. Dat deed Lincoln beslissen om de Continental volledig opnieuw uit te vinden.
De achtste generatie Lincoln Continental kwam in 1988 op de markt. De wagen leende zijn zelfdragende carrosserie van de Ford Taurus en de Mercury Sable, maar had een langere wielbasis en een eigen uniek carrosserie- en interieurontwerp.
Deze Continental was de eerste Lincoln met voorwielaandrijving en de eerste Lincoln sinds 1948 die niet met een V8-motor aangeboden werd. De standaard motor was een 3,8-liter V6-motor, gekoppeld aan een viertraps automatische transmissie.

## Negende generatie (1995-2002)

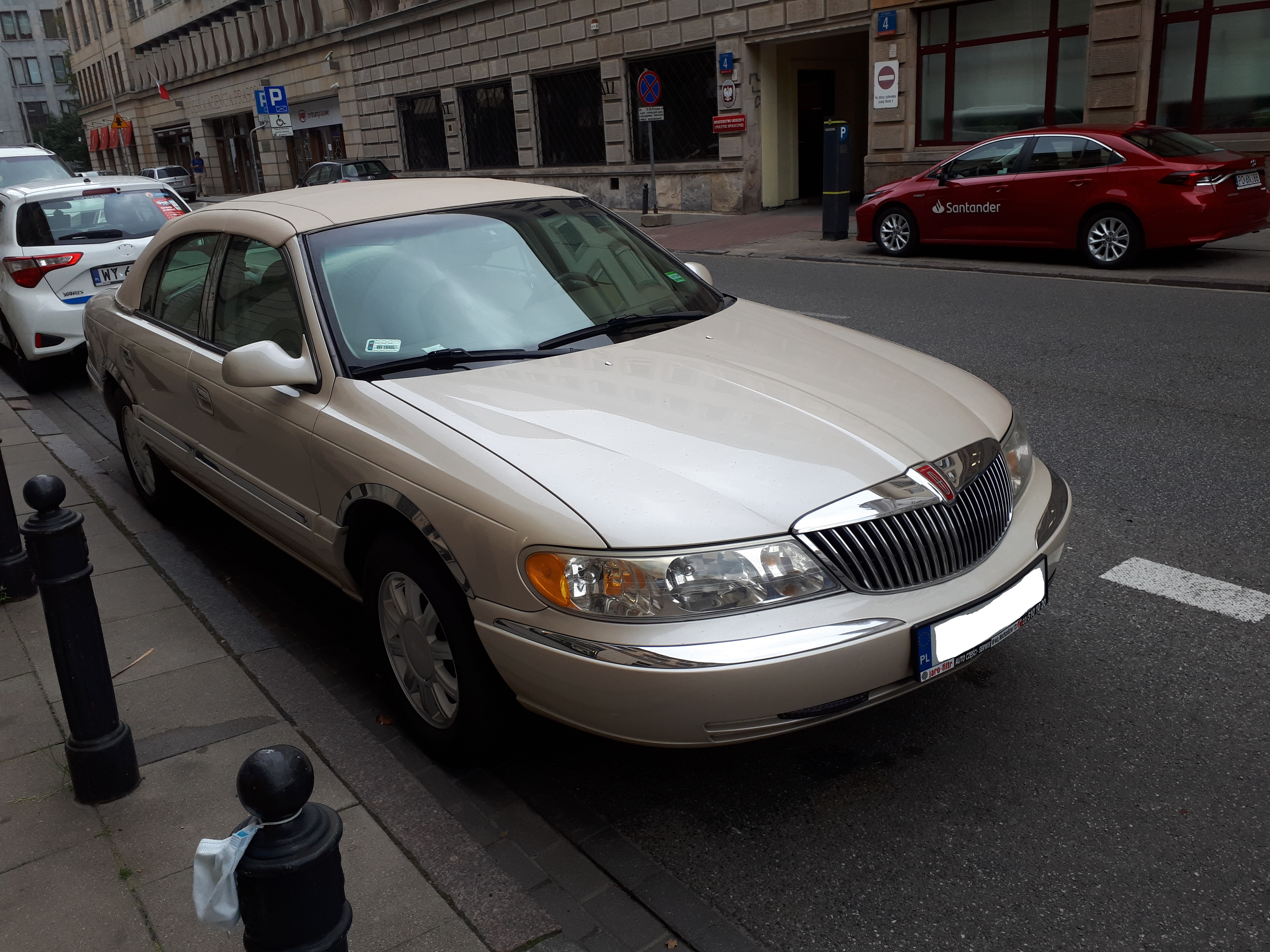
Lincoln Continental (negende generatie, facelift)

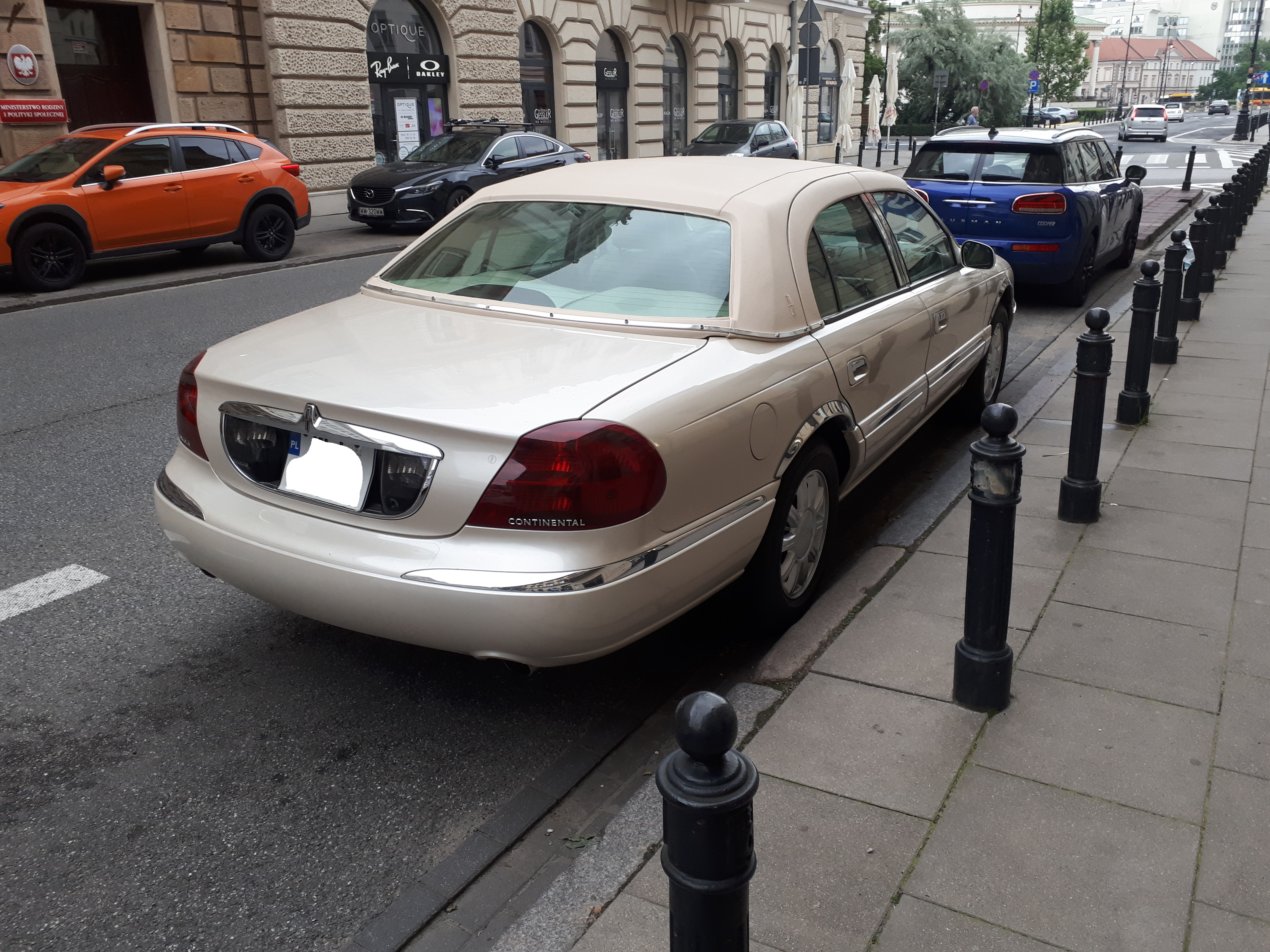
Lincoln Continental (negende generatie, facelift), achteraanzicht

De negende generatie Lincoln Continental uit 1995 deelde de basis met de vorige generatie maar kreeg een ontwerp met meer afgeronde lijnen. Voor het eerste sinds 1987 was de wagen ook weer leverbaar met een V8-motor van 4,6 liter. Het interieur bevatte veel geavanceerde voorzieningen voor die tijd, waaronder een cd-wisselaar voor 6 cd's, een mobiele telefoon en een antidiefstalalarm.
In 1998 kreeg de wagen een facelift met een nieuw ontworpen voor- en achterkant die een sterke familiegelijkenis had met de nieuwe Town Car uit 1998.
Na een aantal jaren van dalende verkoopcijfers was 2002 het laatste jaar voor de Continental. Er kwam geen vervanger.

## Tiende generatie (2016-2020)

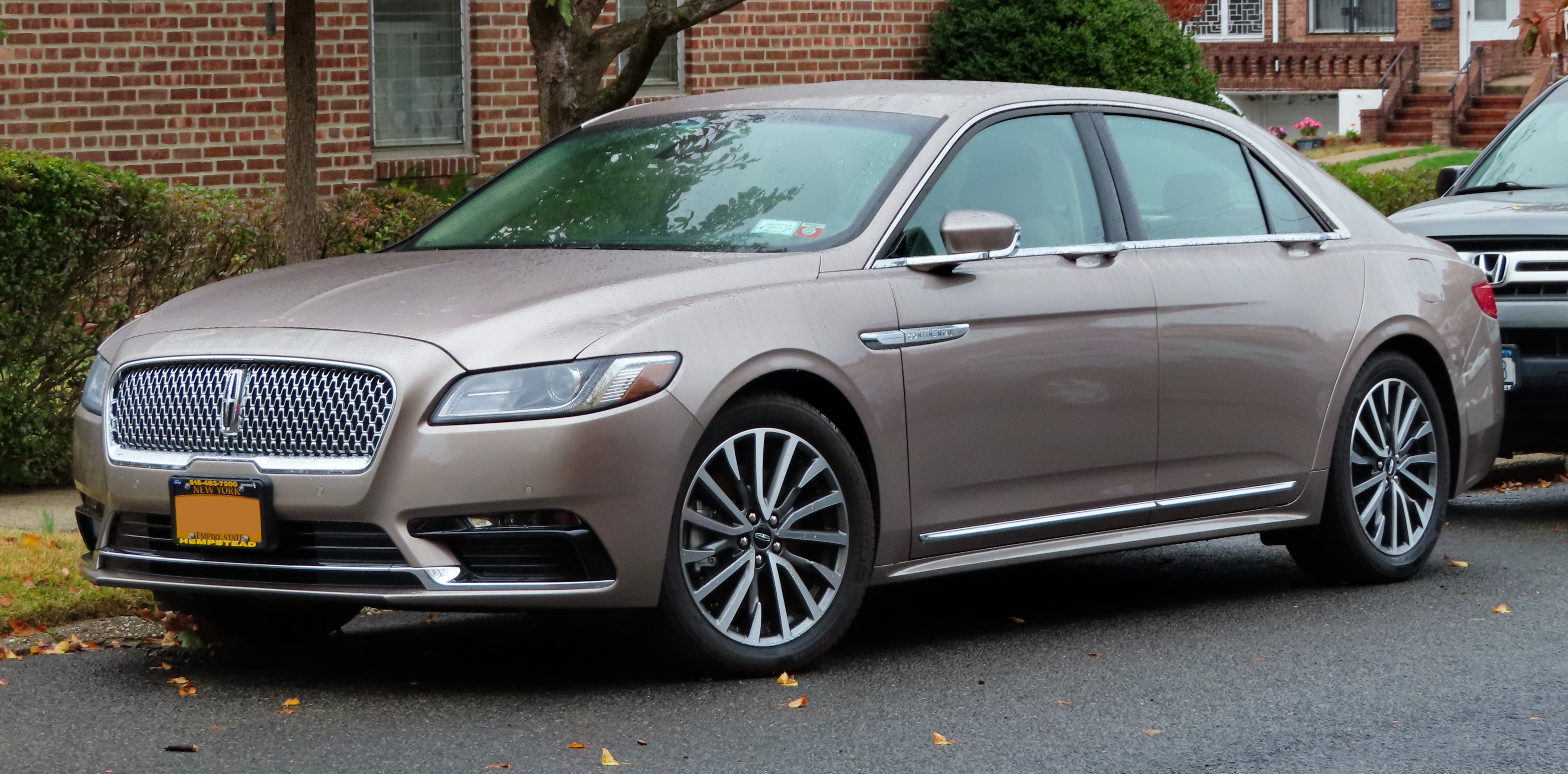
Lincoln Continental (tiende generatie)

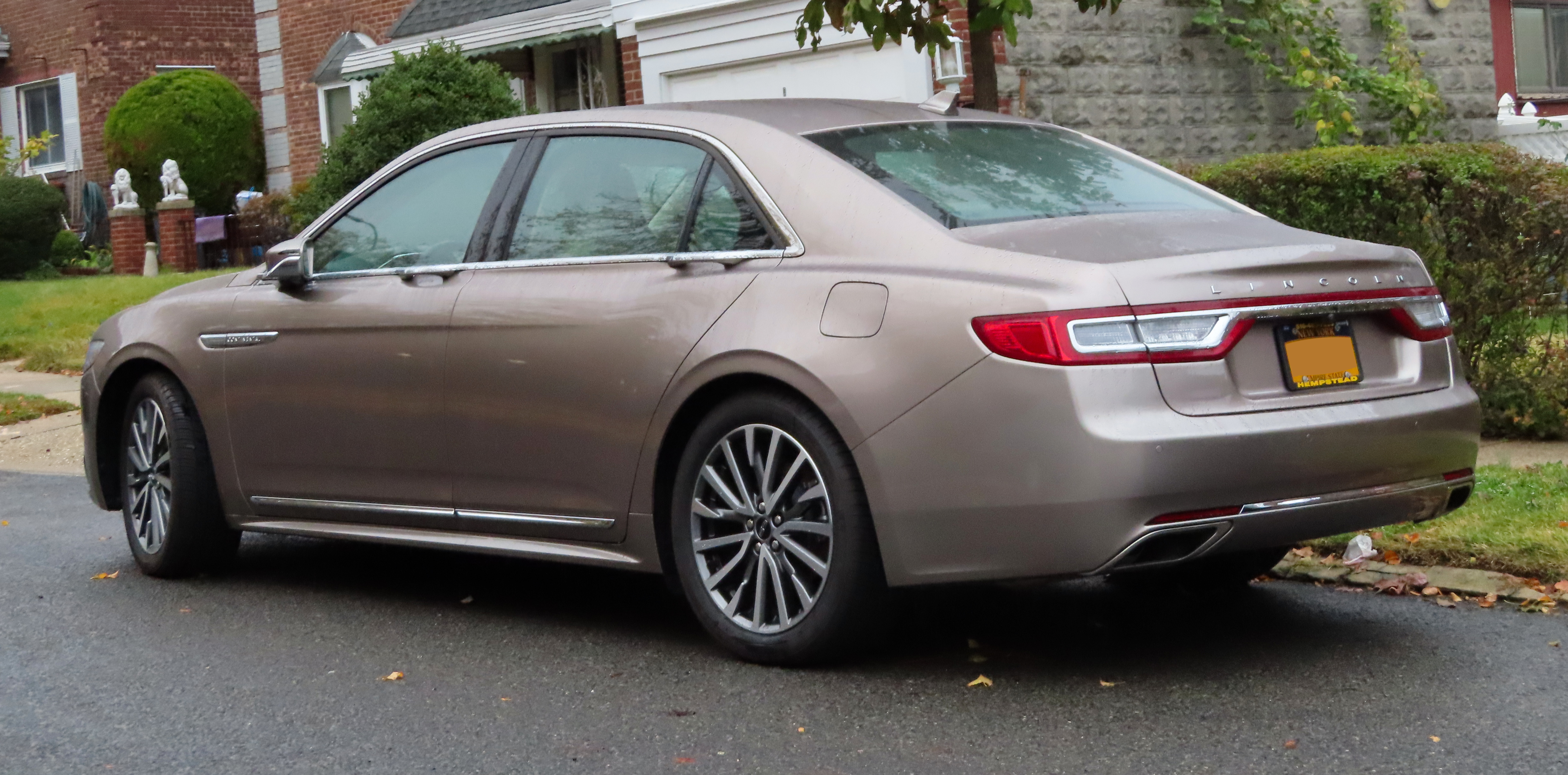
Lincoln Continental (tiende generatie), achteraanzicht

Na een afwezigheid van veertien jaar kwam in 2016 de tiende generatie van de Continental op de markt. Hiermee verhuisde de Continental opnieuw naar de topklasse als vervanger van de MKS.
De tiende generatie Continental is gebaseerd op het Ford CD4-platform, gedeeld met de Ford Fusion en de Lincoln MKZ, maar met een verlengde wielbasis. Hoewel voorwielaandrijving standaard was, kon deze generatie Continental voor het eerst ook met vierwielaandrijving geleverd worden. De wagen werd aangedreven door een 3,7-liter V6-motor. Optioneel waren ook een 2,7-liter of een 3,0-liter twin-turbo V6-motor beschikbaar. Alle motoren waren gekoppeld aan een zestraps automatische transmissie.
Vanwege de lage verkoopcijfers en de strategie van Lincoln om zich te concentreren op CUV's en SUV's, werd de productie van de Continental stopgezet in oktober 2020. Er zijn geen onmiddellijke plannen voor een opvolger.